# Сасаки Коџиро
Сасаки Коџиро (佐々木 小次郎) (око 1585 – 1612), познат и као Сасаки Ганрју (佐々木 巌流), био је познати јапански мачевалац између периода Азучи-Момојама и периода Едо, рођен у Џокјоџичоу префектури Фукуј. Познат је по оснивању школе мачевања Ганрју, али је најпознатији по свом двобоју са познатим мачевалцем, Мијамото Мусашијем, у којем и губи живот. Он овим двобојем инспирише разна фиктивна дела.

## Живот
Година 1585. је само једна година за коју се везује рођење Коџироа. У ствари, његова права година рођења је дискутабилна до те мере да се веровало да је, на дан двобоја са Мусашијем, on био четрдесет година старији од свог противника. Неколико година пре почетка Другог светског рата, јапанска влада је организовала потрагу да се нађу било какви знакови Коџироовог места рођења и смрти која је била неуспешна. Врло мало се зна о његовом животу, од чега се најбоље зна место његовог рођења, наводна дужина његовог мача, Монохошизао (物干し竿, што значи штап за сушење веша) (три шакуа, то јест 90,9 центиметара), и техника мачевања по којој се прославио, цубаме гаеши ( 燕返し, што на јапанском може значити ластин преокрет). Овај удар је наводно био изведен тако што би се једним хоризонталним замахом мача надоле брзо замахнуло хоризонтално нагоре, имитирајући вртоглав лет ласте. Верује се да је инспирацију Коџиро добио гледајући лет ласта код моста Кинтаи у Ивакунију. Ипак, овај покрет постоји и у Чуџорју школи мачевања (中条流) као косецуто, као једна од ретко-виђених и тајних техника те школе. Занимљиво је то да је Коџиро био учен стилом мачевања Томитарју,што је једна од грана Чуџорју школе, од стране или Томита Сеигена или Канемаки Џисаија.
Већина тога што се зна о њему долази из разних самурајских усмених приповетки званих кенши кодан и из записа о двобоју између њега и Мусашија, међу којима су најпоузданије записе, као што су Букоден и Бушу денраики, писали људи блиски Мусашију. Иако је то био задњи и најпопуларнији Мусашијев двобој у коме убија некога, он га не описује ни у сопственој књизи „Књига пет прстенова”. Дејв Лоури спомиње неке од прича и приповетки у којој је описана и једна могућа позадина Коџироа. Према усменим причама, Коџиро је можда дошао и из старе провинције Ечизен (данашња префектура Фукуј), где га је усвојио и одгајио Томита Сеиген, оснивач и тадашњи главни учитељ Томитарју стила мачевања. Он је овладао техникама његове школе, и побеђивао у многим двобојима, где је победио и свог ујака, а након што је одрастао он оснива своју школу мачевања Ганрју. О овоме исто сведочи и Букоден, биографија о Мијамоту Мусашију коју је написао Тојода Масанага, који је био виши пратилац клана Нагаока, клана који је био често умешан у Мусашијевом животу, па чак и у и у договорима за двобој са Коџироом.
Наводно се у једном тренутку живота успешно одбранио од тројице нападача наоружаних са мачевима са врстом борбене лепезе под именом тесен, након чега га је даимјо Хосокава Тадаоки почаствовао тако што му је дао титулу главног мајстора оружја феуда Хосокава.

## Двобој и смрт
Током двобоја са Мусашијем, они су били гости даимјоа Хосокаве Тадаокија у Кокури. Мусаши је, чувши о репутацији Коџироа, затражио од Нагаоке Окинаге, бившег ученика Мусашијевог оца и човека са утицајем на двору даимјоа Хосокава, да се договори са Коџиром ако би прихатио двобој са Мусашијем, на шта и пристаје. Било је договорено да ће се сукобити на острву Фуна, у првој трећини сата Змаја (око 7:00-7:40). Било је забрањено присуство гледалаца, али се упркос тој забрани појавило много њих У зависности од извора, време доласка њих двојице варира- у Букодену се наводи да је први дошао Коџиро, а у делу Бушу денраики, који је писао Тачибана Минехиде, мајстор пете генерације Мусашијеве школе мачевања Нитеничирју, наводи како је Мусаши први дошао. Како год било, и један и други извор наводе како је Мусаши дошао на двобој са дрвеним бокуто мачем који је направио од додатног весла на чамцу током пловидбе до острва Фуне. Такође наводе како је бокуто намерно направљен да буде дужи од Коџироовог мача како би Мусаши могао имати предност на дохвату. Сама борба није трајала дуго; и Букоден и Бушу денраики наводе да је Коџиро повукао први потез и исекао Мусашијев хачимаки, после чега Мусаши удара Коџироа у главу, убивши га тиме на мртво према Буншу денраикију. У Букодену, Коџиро преживљава удар, и лежећи на земљи, покушава да сече Мусашија према ногама, али му само сече ношњу док га Мусаши убија ударцем у бок, сломивши му кукове и онесвестивши га.У записима клана Нумата, Нумата каки, пише да су се пре двобоја Мусашијеви ученици сакрили по острву и докрајчили Коџироа након што му се савест вратила.
Овај двобој је био доста контроверзан и присталице Коџироа су оптужавали Мусашија због наводног варања и бешчасног понашања (поготово у изворима где касни на борбу). Присталице Мусашија који су подржавали идеју да је Мусаши само користио окружење у своју корист наводе како је вероватно каснио да би могао ухватити плиму, не би ли могао побећи са острва у случају да ученици Коџироа потегну оружја на њега након двобоја.

## Места и локалитети повезани са њим
Прича Сасаки Коџироа је утицајна до те мере да постоје топоними посвећени њему. Пример тога је острво Фуна, које је након његовог кобног двобоја преименовано у острво Ганрју. Ту се налазе две статуе, једна са ликом Коџироа који се спрема да уради ластин преокрет док очекује удар друге статуе са ликом Мусашија, који у скоку на њега насрће. Архивирано на веб-сајту  (4. јун 2019) У селу Џокјоџичо, у префектури Фукуј, код водопада Ичиџо (који је такође познат као Сасакијев Водопад) постоји још једна статуа посвећена Сасаки Коџироу.

## У фикцији
У новели Еиџија Јошикаве „Мусаши” он игра значајну улогу где се на крају сукобљава и где умире од Мусашија. Ова новела је инспирисала 2002. године истоимену таига драму НХК мреже заснована на догађајима новеле.
Коџирово детињство и одрастање се приказује у манги Такехико Иноуе „Vagabond”, где се представљен као вешт али глувонем мачевалац.
У визуелној новели и аниме серији „Fate/stay night”, он је антагониста представљен pod класом Assassin, где задржава свој смртоносни потез ластин преокрет. Он се појављује и у мобилној игри „Fate/Grand Order” као савезник протагонисте и као антагониста у једном делу приче.
У оригиналној јапанској верзији анимеа , један од чланова Тима Ракете, Џејмс, се зове Коџиро, док се његова партнерка Џеси, зове Мусаши.
У игри „Dark Souls” постоји оружје које се зове Монохошизао и које је изузетно дугачка катана, што је се директно односи на мач Коџироа.